# 菲尔米尼
菲尔米尼（法語：Firminy，法語發音：[fiʁmini]），法国东南部城市，奥弗涅-罗讷-阿尔卑斯大区卢瓦尔省的一个市镇，隶属于圣艾蒂安区，其市镇面积为10.45平方公里，2022年1月1日时人口数量为17,128人，是该省人口第四多的市镇，在法国城市中排名第555位。
菲尔米尼位于卢瓦尔省南部，福雷山与皮拉山之间的过渡地带，是圣艾蒂安都会区的重要组成部分，距离圣艾蒂安市中心大约14公里，通过城市公交及区域列车与之相连。

## 地名来源
“菲尔米尼”一名来源于宗教人物菲尔曼（Firmin），后者曾为奥弗涅的一名主教。菲尔米尼镇中心建有一处以其命名的教堂。

## 历史

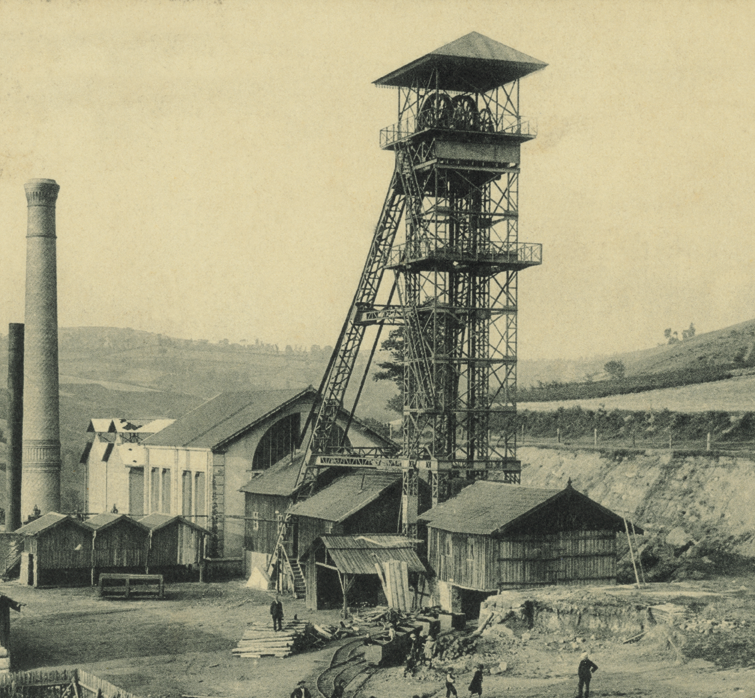
20世纪初菲尔米尼境内的康布福尔矿井

菲尔米尼最初于公元971年以“Firminiaco”的形式出现在勃艮第国王孔拉德三世的手记中，彼时，菲尔米尼为巴尔布岛修道院的一处领地。中世纪中后期，菲尔米尼逐渐形成集镇，当地领主在此修建了私人宅邸。17世纪末，受到黑死病疫情的影响，菲尔米尼人口数量减少，经济出现衰落。18世纪时期，菲尔米尼境内发现煤炭资源。法国大革命后，菲尔米尼成为卢瓦尔-罗讷省的一个市镇，后该省一分为二，菲尔米尼被划入卢瓦尔省。工业革命期间，菲尔米尼成为一座以煤炭开采为经济支柱的重工业城市，当地的首个矿务局于1820年成立。随着煤炭的开采，菲尔米尼亦出现了钢铁工业。20世纪中期，菲尔米尼的煤炭资源逐渐枯萎，在法国劳动部部长兼菲尔米尼市长欧仁·克洛迪乌斯-珀蒂的支持下，菲尔米尼境内建成了“绿色菲尔米尼”柯布西耶式现代街区。1959年，沙佐（Chazeau）整体并入菲尔米尼的市镇范围。

## 地理

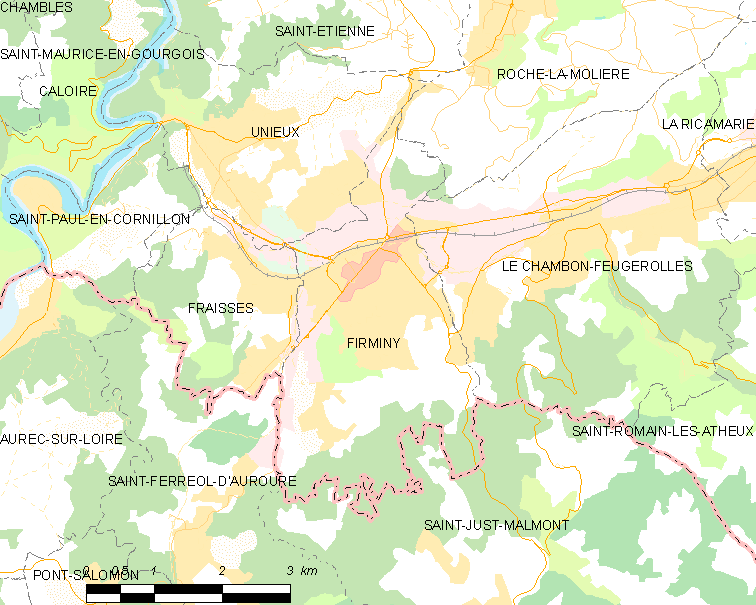
菲尔米尼市镇范围地图

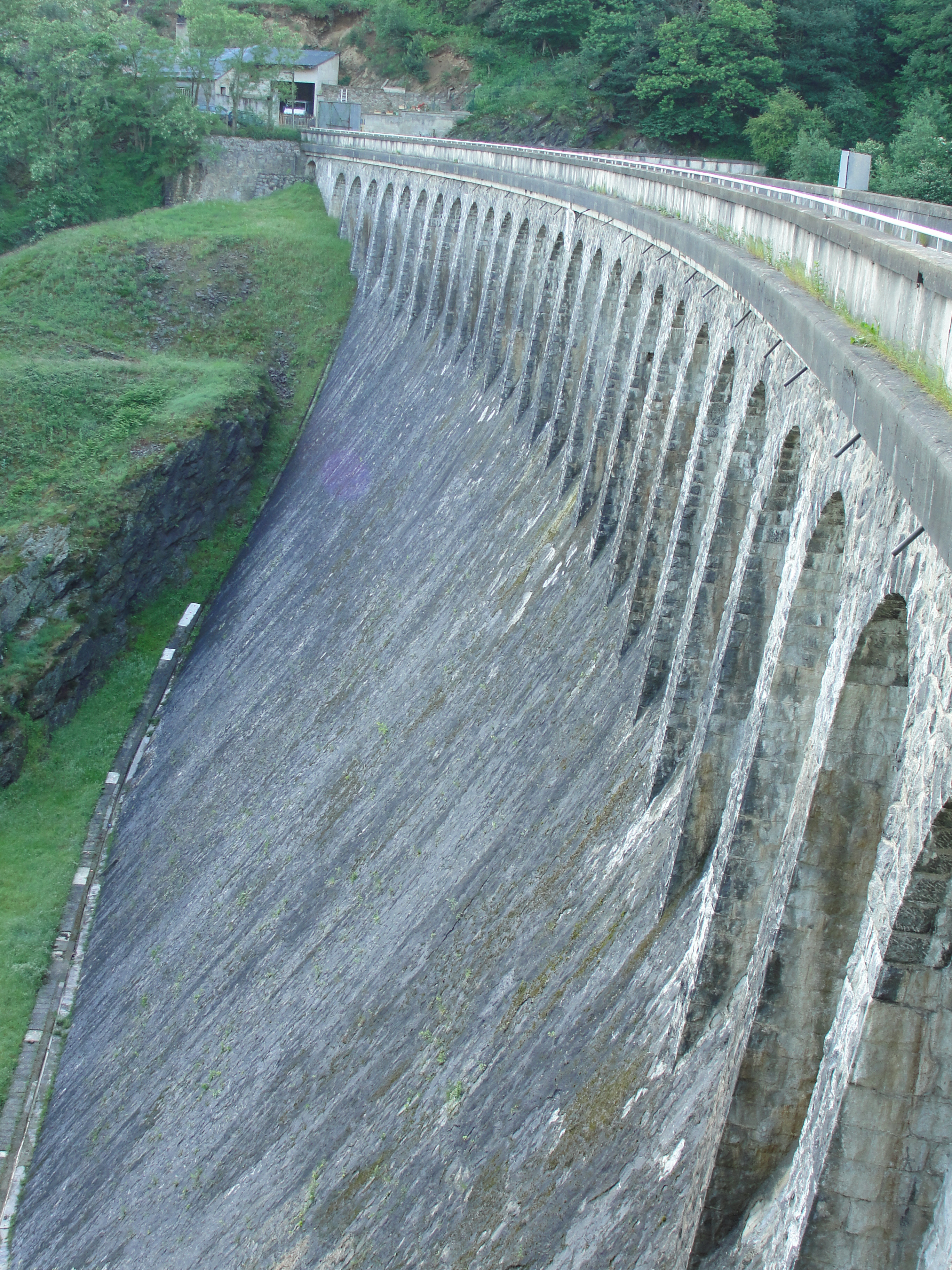
埃沙普尔水库大坝

菲尔米尼位于法国东南部，奥弗涅-罗讷-阿尔卑斯大区中部偏西和卢瓦尔省南部，距离省会圣艾蒂安大约14公里。与菲尔米尼接壤的市镇包括：于尼约、圣费雷奥勒多鲁尔、圣瑞斯特马尔蒙、勒尚邦-弗日罗勒、弗赖斯、罗什拉莫利耶尔。

### 地形
菲尔米尼位于法国中央高原东北部腹地，福雷山与皮拉山之间的过渡地带，境内以丘陵为主，市镇中心地势较为平坦，全境海拔在446到800米之间。

### 水文
菲尔米尼属于卢瓦尔河水系，该河的右岸支流翁代讷河自东向西流经境内北部，其左岸支流埃沙普尔河和冈皮耶河分别流经市区东西两侧，其中埃沙普尔河上游建有大型水库。

### 植被
菲尔米尼属于温带阔叶混交林区，市中心的樊尚·布吕农公园（Parc Vincent Brunon）是当地主要的城市绿地，林地则主要分布于市区南部的山地地带。
在鲜花城市的评比中，菲尔米尼被评为2星级鲜花城市。

### 气候
菲尔米尼在柯本气候分类法中属于温带海洋性气候。
菲尔米尼境内设有气象站，以下为该气象站的数据（其中日照数据取自布泰翁）：
| 菲尔米尼1981年－2019年 | 菲尔米尼1981年－2019年 | 菲尔米尼1981年－2019年 | 菲尔米尼1981年－2019年 | 菲尔米尼1981年－2019年 | 菲尔米尼1981年－2019年 | 菲尔米尼1981年－2019年 | 菲尔米尼1981年－2019年 | 菲尔米尼1981年－2019年 | 菲尔米尼1981年－2019年 | 菲尔米尼1981年－2019年 | 菲尔米尼1981年－2019年 | 菲尔米尼1981年－2019年 | 菲尔米尼1981年－2019年 |
| 月份                   | 1月                    | 2月                    | 3月                    | 4月                    | 5月                    | 6月                    | 7月                    | 8月                    | 9月                    | 10月                   | 11月                   | 12月                   | 全年                   |
| ---------------------- | ---------------------- | ---------------------- | ---------------------- | ---------------------- | ---------------------- | ---------------------- | ---------------------- | ---------------------- | ---------------------- | ---------------------- | ---------------------- | ---------------------- | ---------------------- |
| 历史最高温 °C（°F）    | 19.6 (67.3)            | 22.9 (73.2)            | 25 (77)                | 28.5 (83.3)            | 33.5 (92.3)            | 37.2 (99.0)            | 39.3 (102.7)           | 38.5 (101.3)           | 33.6 (92.5)            | 29 (84)                | 23.9 (75.0)            | 18.5 (65.3)            | 39.3 (102.7)           |
| 平均高温 °C（°F）      | 6.5 (43.7)             | 8.3 (46.9)             | 12.4 (54.3)            | 16 (61)                | 20.8 (69.4)            | 25.1 (77.2)            | 26.8 (80.2)            | 26.4 (79.5)            | 21.8 (71.2)            | 17 (63)                | 10.3 (50.5)            | 6.7 (44.1)             | 16.5 (61.7)            |
| 日均气温 °C（°F）      | 2.9 (37.2)             | 4.1 (39.4)             | 7.1 (44.8)             | 10.3 (50.5)            | 14.8 (58.6)            | 18.6 (65.5)            | 20.2 (68.4)            | 19.8 (67.6)            | 15.8 (60.4)            | 12.2 (54.0)            | 6.6 (43.9)             | 3.3 (37.9)             | 11.3 (52.3)            |
| 平均低温 °C（°F）      | −0.8 (30.6)            | −0.2 (31.6)            | 1.9 (35.4)             | 4.6 (40.3)             | 8.8 (47.8)             | 12.1 (53.8)            | 13.7 (56.7)            | 13.3 (55.9)            | 9.7 (49.5)             | 7.3 (45.1)             | 2.9 (37.2)             | 0 (32)                 | 6.1 (43.0)             |
| 历史最低温 °C（°F）    | −14.3 (6.3)            | −17.3 (0.9)            | −18.5 (−1.3)           | −5.3 (22.5)            | −0.6 (30.9)            | 3 (37)                 | 5.1 (41.2)             | 3.8 (38.8)             | 0.5 (32.9)             | −6.4 (20.5)            | −10.2 (13.6)           | −13.6 (7.5)            | −18.5 (−1.3)           |
| 平均降水量 mm（）      | 42.8 (1.69)            | 37.6 (1.48)            | 37.1 (1.46)            | 61.8 (2.43)            | 92.6 (3.65)            | 72.4 (2.85)            | 64.1 (2.52)            | 70.4 (2.77)            | 72.1 (2.84)            | 85.4 (3.36)            | 91.9 (3.62)            | 53.5 (2.11)            | 781.7 (30.78)          |
| 月均日照時數           | 85.6                   | 108.8                  | 159.3                  | 182.4                  | 212.9                  | 239.5                  | 273.1                  | 251.4                  | 187.3                  | 133.5                  | 83.5                   | 67.9                   | 1,985.2                |
| 来源：infoclimat.fr    |                        |                        |                        |                        |                        |                        |                        |                        |                        |                        |                        |                        |                        |

## 行政区划
菲尔米尼是法国奥弗涅-罗讷-阿尔卑斯大区卢瓦尔省的一个市镇，编号为42095。菲尔米尼隶属于圣艾蒂安区以及卢瓦尔省第四选区，管理菲尔米尼县，同时也是圣艾蒂安都会区的组成部分。
菲尔米尼市镇被划为六个街区：市中心（Centre）、沙佐（Chazeau）、绿色菲尔米尼（Firminy-Vert）、法约勒（Fayol）、拉塔尔迪沃（La Tardive）和勒马斯（Le Mas），并实行街区自治制度。
法国国家统计与经济研究所（简称）在进行数据统计时，将菲尔米尼及相邻的另外32个市镇设为圣艾蒂安城市核心区，并将包括核心区在内的周边共117个市镇划为圣艾蒂安城市区。自2020年起，圣艾蒂安城市区被包含105个市镇的圣艾蒂安城市辐射区代替。此外，还将菲尔米尼市镇分为了9个“块区”（IRIS），以便于统计人口分布情况。

## 交通

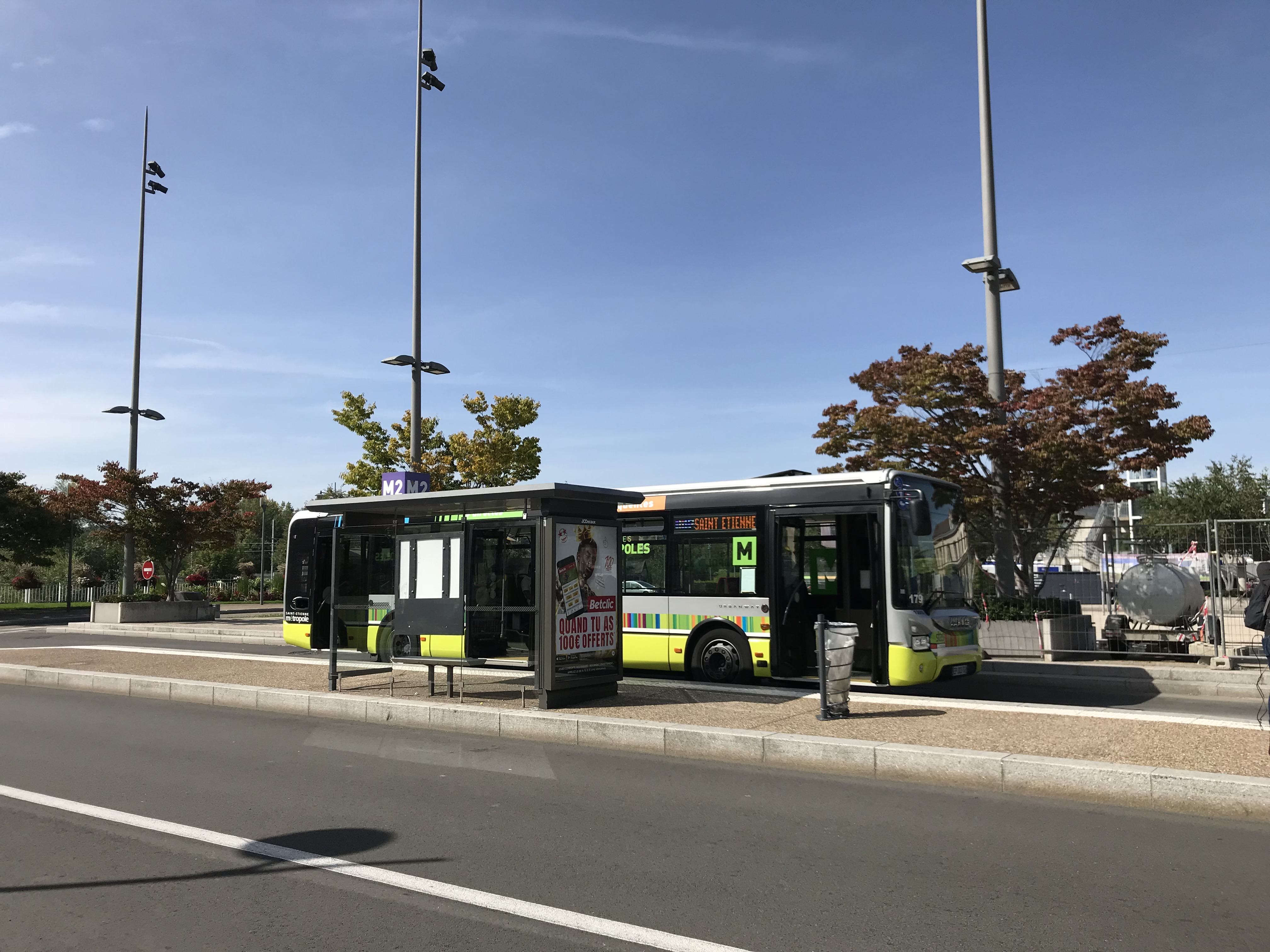
菲尔米尼站附近的公交车站

### 公路
法国国道N88线以双向四车道快速路的形式经过菲尔米尼，此外多条卢瓦尔省省道在菲尔米尼境内交汇。奥弗涅-罗讷-阿尔卑斯大区下属的城际巴士线路H28线、H30线、H34线和H37线经过菲尔米尼，可前往博扎克、圣西戈莱娜、圣阿格雷沃、伊桑若以及勒皮等地。
2017年，65.9%的菲尔米尼家庭拥有至少一辆私人汽车。2019年，菲尔米尼境内共发生各类交通事故22起，造成26人受伤。

### 铁路
菲尔米尼位于圣乔治多拉克－圣艾蒂安铁路上，该铁路菲尔米尼以东的路段已完成电气化改造。菲尔米尼站位于市区中北部，每天开始十余班途径圣艾蒂安前往里昂佩拉什站或里昂帕尔迪厄站的通勤列车，同时还停靠往返于圣艾蒂安和勒皮一线的区域列车。

### 航空
距离菲尔米尼最近的民用航空站为里昂圣埃克絮佩里机场，距离菲尔米尼市中心的公路里程约87公里。

### 城市公共交通
菲尔米尼是圣艾蒂安城市公共交通（商业名称为）的服务范围，后者是圣艾蒂安都会区的城市公共交通系统。截至2021年8月，该系统共包括数十条公交线路，其中M1线、M2线和30路、31路、32路、33路及34路经过菲尔米尼市区。

## 政治

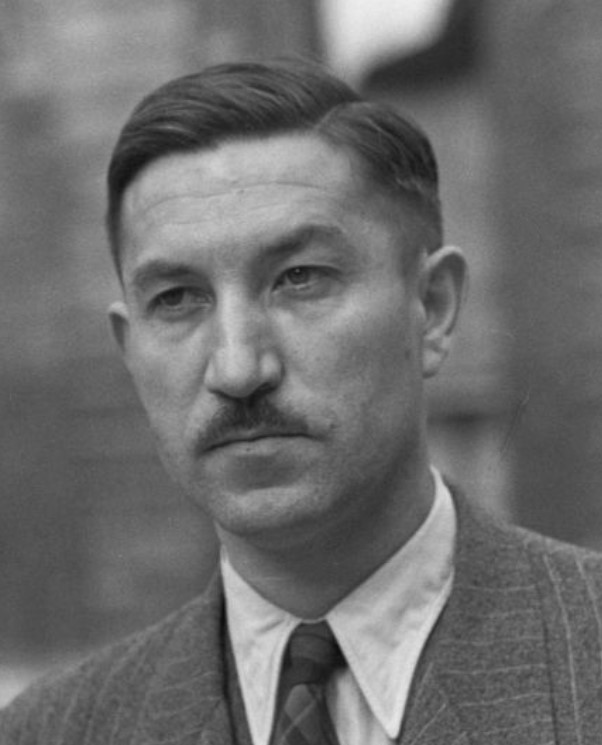
欧仁·克洛迪乌斯-珀蒂

菲尔米尼的现任市长为朱利安·吕雅先生（Julien Luya），他是一名右翼无党派人士，在2020年的市政选举中获得了53.46%的支持率。
在2017年的法国总统大选中，法国第25任总统埃马纽埃尔·马克龙在菲尔米尼获得了63.35%的支持率。
| 菲尔米尼历届市长 |                                            |                                          |
| 任期             | 市长                                       | 党派                                     |
| 1945年－1953年   | Marcel Combe 马塞尔·孔布                   | UPR进步者联盟                            |
| 1953年－1971年   | Eugène Claudius-Petit 欧仁·克洛迪乌斯-珀蒂 | UDSR抵抗运动民主社会联盟 →CD法国民主中心 |
| 1971年－1992年   | Théo Vial-Massat 泰奥·维亚尔-马萨          | PCF法国共产党                            |
| 1992年－2001年   | Bernard Outin 贝尔纳·乌坦                  | PCF法国共产党                            |
| 2001年－2008年   | Dino Cinieri 迪诺·锡尼耶里                 | UMP人民运动联盟                          |
| 2008年－2020年   | Marc Petit 马克·珀蒂                       | PCF法国共产党                            |
| 2020年－         | Julien Luya 朱利安·吕雅                    | DVD右翼无党派人士                        |

## 人口
2018年，菲尔米尼市镇人口数量为16,981，在法国排名第555位。其中男性7,840人，女性9,295人，75岁及以上人口占13.4%，外籍人口数量为3,669人，人口密度为1,625人/平方公里，当地居民被称为（男性）或（女性）。2019年，菲尔米尼境内出生215人，死亡人口212人。
| 年份   | 1936   | 1946   | 1954   | 1962   | 1968   | 1975   | 1982   | 1990   | 1999   | 2006   | 2011   | 2016   | 2018   |
| ------ | ------ | ------ | ------ | ------ | ------ | ------ | ------ | ------ | ------ | ------ | ------ | ------ | ------ |
| 人口數 | 20,257 | 20,362 | 21,161 | 26,065 | 24,924 | 25,060 | 24,113 | 23,123 | 19,297 | 17,975 | 16,993 | 16,994 | 16,981 |

## 经济
截止2021年8月，菲尔米尼共有各类用人单位（包含自雇）2,018家，平均历史为16年，其中98.84%为中小型企业（PME）。（大型零售）、（食品机械生产）及（成品油销售）是当地2019年营业额最高的三个企业，分别为71,846,948欧元、50,492,775欧元和23,672,122欧元。

## 财政收入
2019年，菲尔米尼的财政收入总额为22,968,100欧元，财政支出总额为21,763,900欧元，当年的债务总额为12,027,800欧元。2020年，菲尔米尼共获得5,561,866欧元的国家财政补助，比上一年增加了0.01%。
2017年，菲尔米尼的人均月收入总额为1,864欧元，其中高级职员为3,168欧元，低于法国平均水平（4,214欧元）；中级职员为2,127欧元，低于法国平均水平（2,353欧元）；普通职员为1,608欧元，亦低于法国平均水平（1,690欧元）。
2017年，菲尔米尼境内的青壮年（15至64岁）失业率为17.9%，当地40.9%的家庭拥有纳税资格，平均纳税1,588欧元，低于法国平均水平（3,888欧元）。

## 社会事务

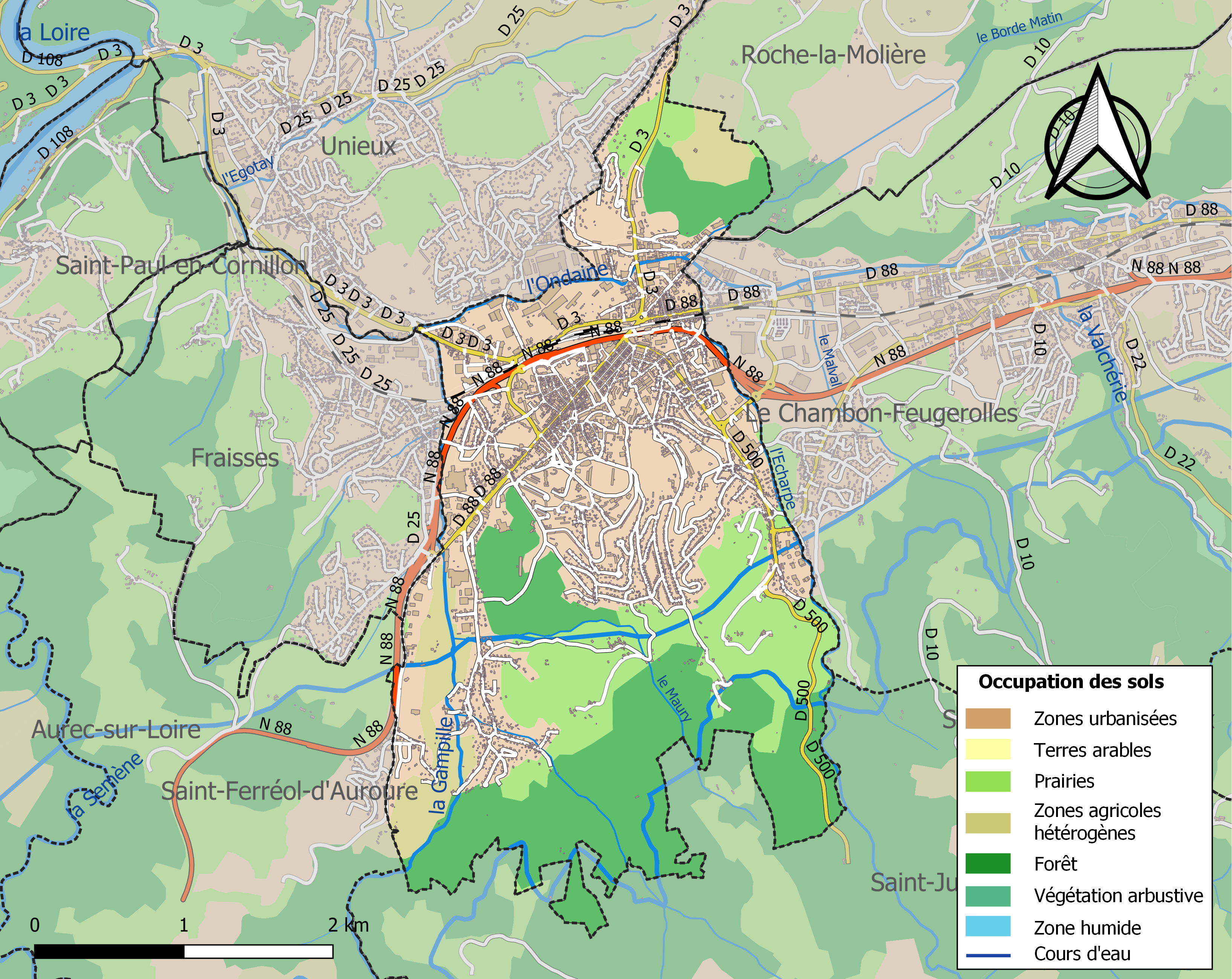
菲尔米尼土地利用情况地图

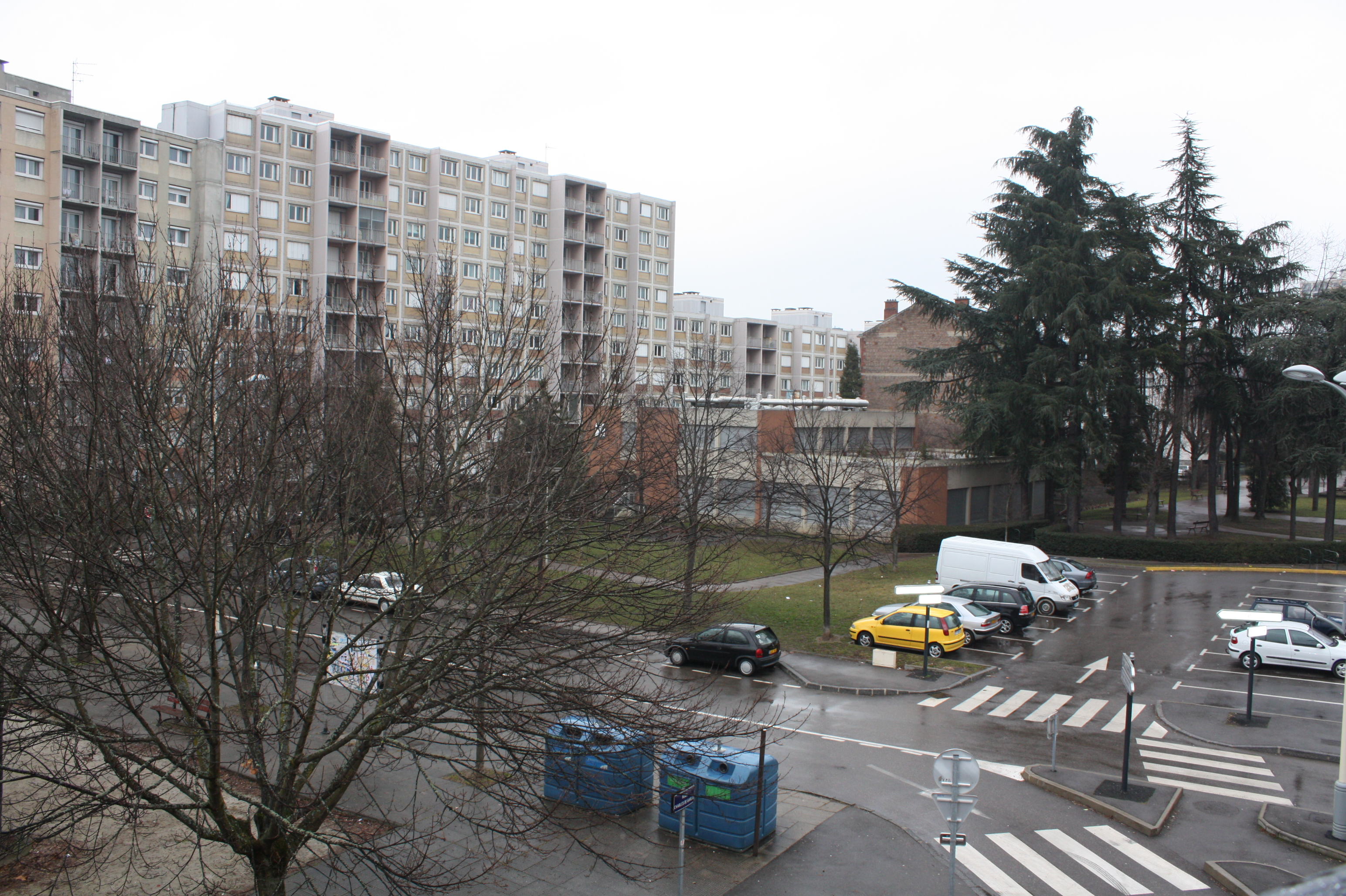
菲尔米尼的一处现代居民区

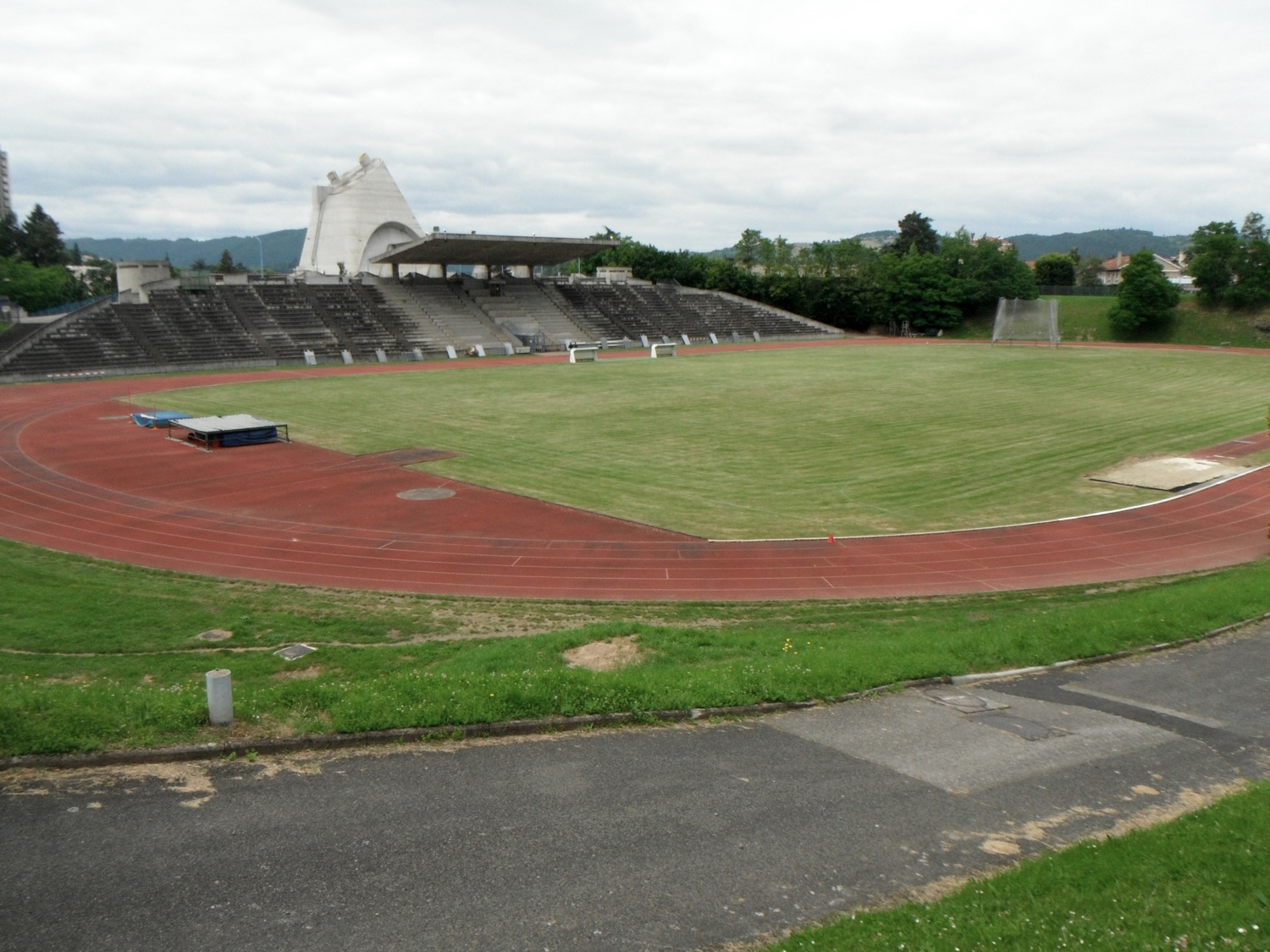
菲尔米尼的一处球场

### 教育
菲尔米尼属于里昂学区。截止2019年1月1日，菲尔米尼境内共有4所幼儿园、8所小学、3所初级中学、2所普通高中和2所职业高中。2018至2019学年度，菲尔米尼境内共有在校中等教育阶段学生2,250名。
在高等教育方面，圣艾蒂安大学在菲尔米尼设有一处校区，其“文化景观与遗产专业”（Patrimoines et Paysages Culturels）在此授课。

### 医疗
截止2019年1月1日，菲尔米尼境内共有全科医生17名、保健师26名、牙医8名、护士39名、耳科医生2名、眼科医生2名、皮肤科医生0名、助产士6名、儿科医生1名和妇科医生3名。境内共有药房11家、养老院4家、残疾人帮扶中心2家。
菲尔米尼中心医院（Centre Hospitalier de Firminy）是法国的一个区域性医疗机构，其主病区位于菲尔米尼的柯布西耶街区，设有床位451个，是当地规模最大的公立综合性医院。

### 住房
2017年，菲尔米尼境内共有各类住房9,251套，其中23.4%为独立式居民区，75.4%为集中式居民区。常住房屋占菲尔米尼市镇范围内居民建筑总量的87.7%。
在住房保障政策方面，2017年，菲尔米尼境内共有2,587户家庭获得了住房经济补助，受益人数占总人口数量的15.1%，其中2,394份为房租补助。

### 商业
2019年，菲尔米尼境内共有各类实体商铺556家，其中餐厅70家、大型超市7家、杂货店5家、面包房23家、肉铺16家、书店6家、装饰品店6家、银行门店12家、美容美发店36家、汽车维修店51家。市区东部有一家E.Leclerc超市，市区西部则有一家卡西诺大型购物中心。

### 体育
2019年，菲尔米尼境内共有1家游泳池、4间体育馆、1座综合体育场、8处网球场、7处足球或橄榄球场以及2处篮球或排球场。
截至2021年8月，菲尔米尼境内共有5家注册足球俱乐部，其中菲尔米尼综合体育足球队（FCO Firminy-Intersport）、菲尔米尼圣费雷奥尔-冈皮耶体育联盟（AS St Ferréol Gampille Firminy）在2021至2022赛季均参加奥弗涅-罗讷-阿尔卑斯大区足球联赛。

### 环境
菲尔米尼的环境事务由其所属的公共社区负责。2019年，菲尔米尼境内共有4家污染企业。

### 治安
2019年，菲尔米尼市镇范围内有1处派出所。
2014年，菲尔米尼及附近地区共发生各类案件2,496起，其中盗窃类案件1,626起，经济类案件175起，毒品交易类案件129起。

## 文化
2019年，菲尔米尼境内共有1家剧场和1家电影院。菲尔米尼市政府提供多媒体中心，向公众全年开放。

### 建筑
菲尔米尼境内有多处历史建筑，其中布吕诺城堡为法国国家文物保护单位，圣菲尔曼教堂为当地的代表性建筑物。

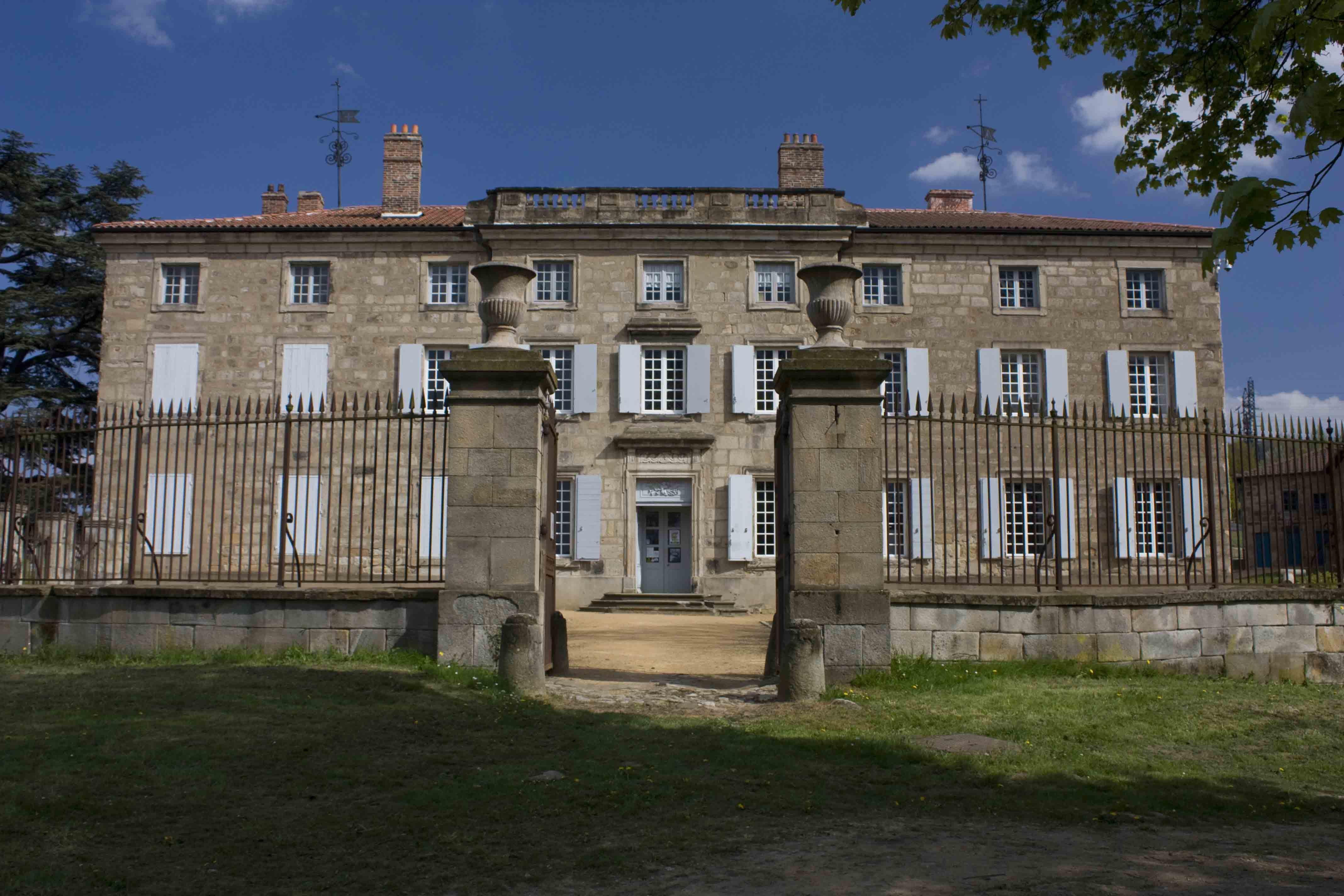
布吕诺城堡（法语：Château des Bruneaux）
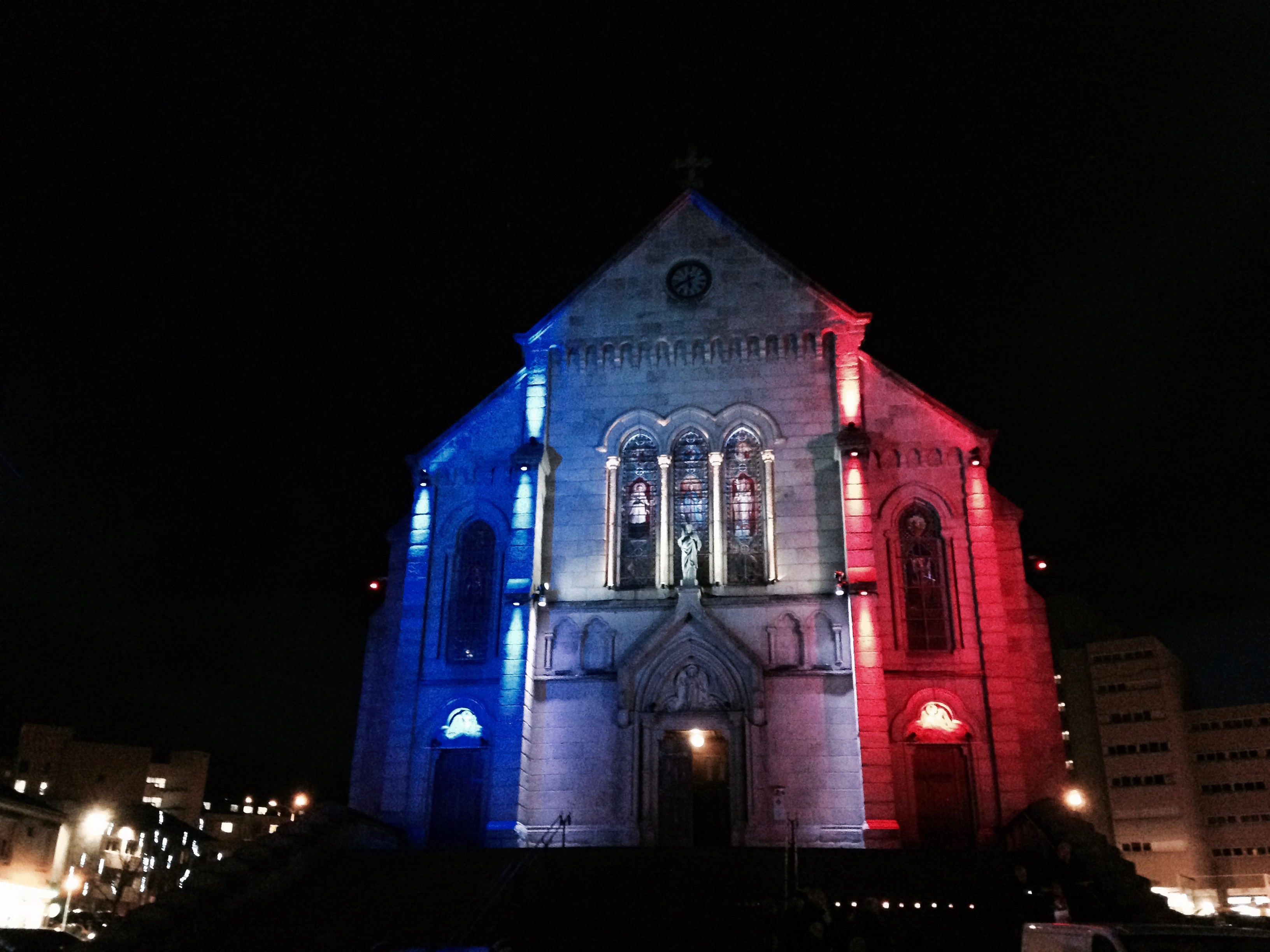
圣菲尔曼教堂（法语：Église Saint-Firmin de Firminy）
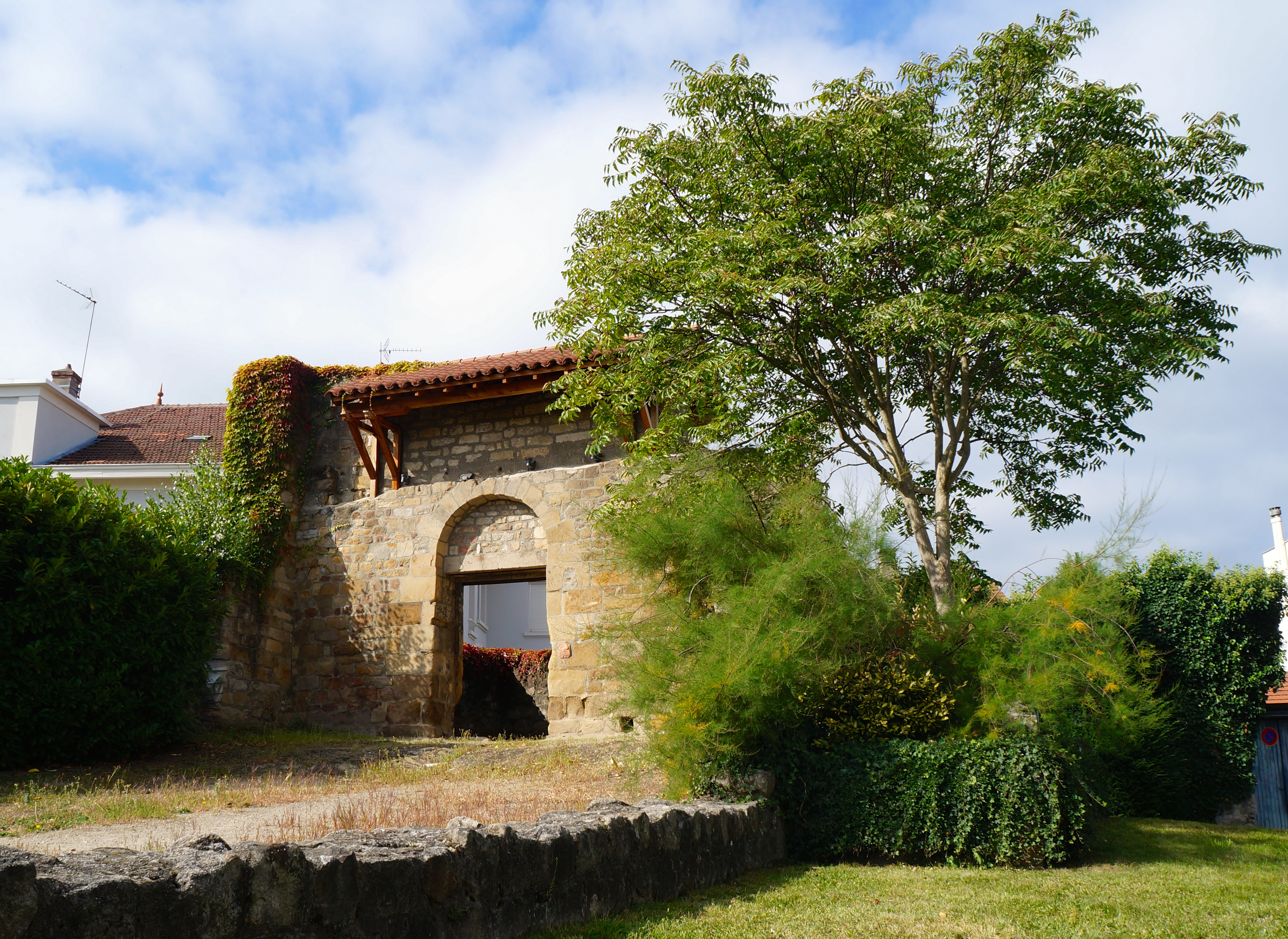
圣伯多禄城门
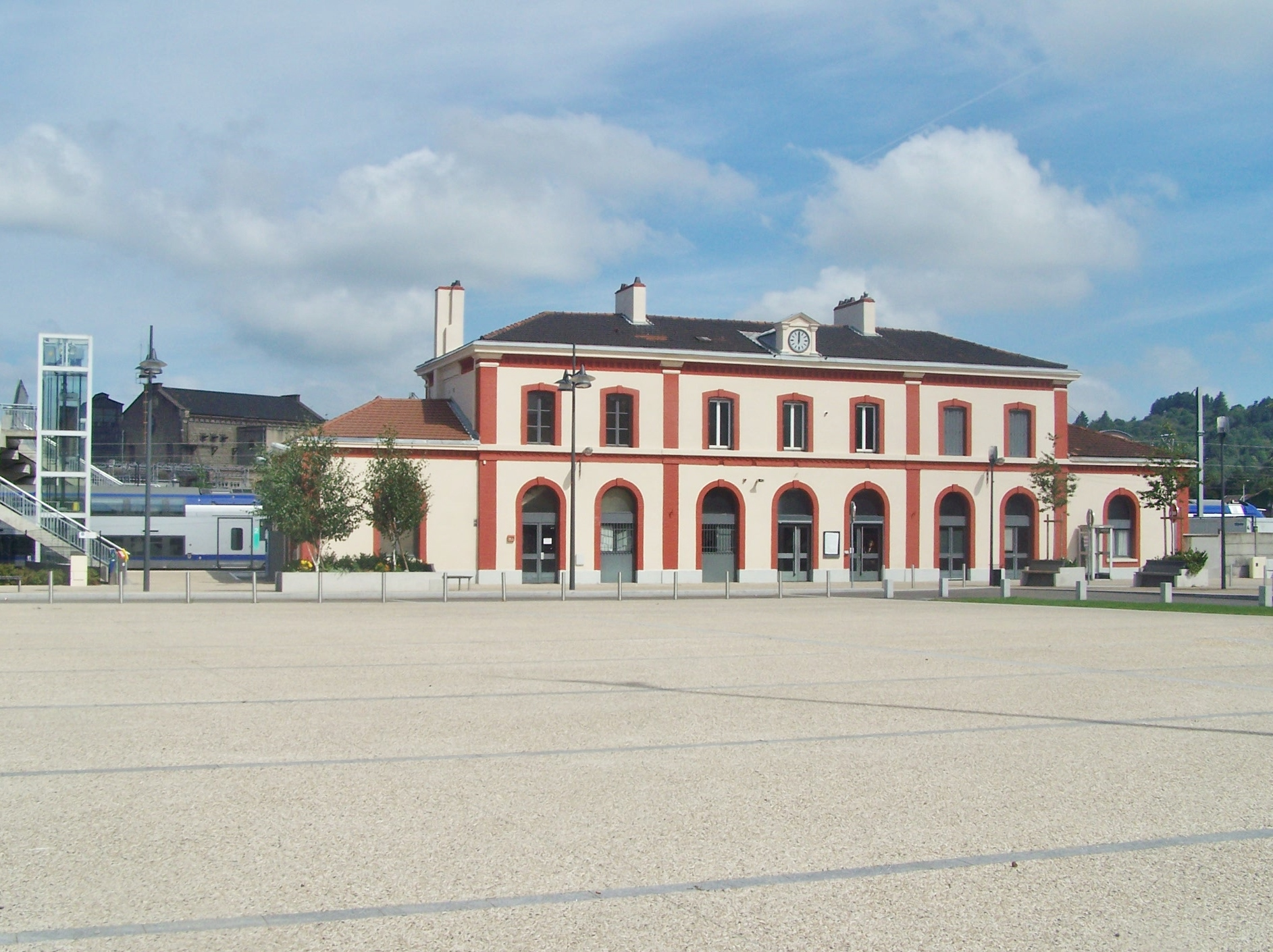
菲尔米尼站主站房

### 旅游
菲尔米尼的旅游事务由其所属的公共社区负责。2020年，菲尔米尼境内共有2家酒店共计48间房间。

### 媒体
法国主要的媒体均可在菲尔米尼接收，法国电视三台下属的奥弗涅-罗讷-阿尔卑斯大区频道在部分时段播出菲尔米尼所属区域的地方新闻。

## 相关人物
法国抵抗运动成员亨利·罗芒-珀蒂、足球运动员于尔里克·沙瓦斯和欧盟议员马尼埃尔·邦帕尔出生于菲尔米尼。

## 友好城市
截至2021年8月，菲尔米尼共与三座城市互为友好城市关系：
- 塞内加尔 马塔姆
- 西班牙 拉斯托雷斯德科蒂利亚斯
- 斯洛維尼亞 穆尔斯卡索博塔